# Fara (film)
 For alternative betydninger, se Fara. (Se også artikler, som begynder med Fara)
Fara (russisk: Фара) er en russisk-kasakhisk spillefilm fra 1999 af Abaj Karpykov.

## Medvirkende
- Farhat Abdraimov som Fara
- Kristina Orbakaite
- Aleksandr Aleksandrov som Bob
- Dauren Sarsekejev